# Felicíssimo Cardoso
Felicíssimo Cardoso (Rio de Janeiro, 8 de abril de 1887 - Rio de Janeiro, 7 de outubro de 1977) foi um militar brasileiro.
Felicíssimo foi líder da corrente nacionalista do Exército, carinhosamente apelidado de General do Petróleo . Queria preservar o que considerava as maiores riquezas do país: o petróleo e a Amazônia. Presidiou e orientou várias organizações patrióticas como a "Liga Antifascista da Tijuca", a "Liga pela Emancipação Nacional" e o "Centro de Defesa do Petróleo e da Economia Nacional". Foi um dos líderes da campanha "O Petróleo é Nosso", organizando reuniões promovendo o monopólio do petróleo em sua casa. Por essa razão ficou conhecido como o "General do Petróleo".
Foi membro do Conselho Mundial da Paz, a partir de 1951. No Congresso em Estocolmo em 1954 representou os partidários pela paz do Brasil. Foi, durante anos, presidente do Centro de Estudos e Defesa do Petróleo e da Economia Nacional (CEDPEN).
Durante sua vida, acreditou que o real poder se encontra na classe média e nunca na burguesia. Acreditava que, uma vez que todos pudessem ser da dita classe média, a igualdade seria levada à todos formando uma sociedade forte, justa e bem alicerçada.
Alguns momentos de sua vida estão relatados no livro Memórias de Luz e Sombra, de autoria de seu neto Felicíssimo Cardoso Neto.

## Emancipação
Fundou, em fevereiro de 1949 no Rio de Janeiro, o semanário Emancipação que, em seu primeiro editorial, se definia como um Semanário dedicado à defesa da economia nacional - Não há independência política sem independência econômica. Foi o primeiro diretor do semanário, juntamente com o coronel Hildebrando Pelágio Rodrigues Pererira.
Em novembro de 1955, durante grave crise político-institucional que o Brasil atravessava, o Emancipação divulgou o que considerava os dois pontos básicos de defesa da Petrobras:
 1 – A luta de defesa do petróleo deve visar acima de tudo, o combate frontal aos trustes norte-americanos, que são os inimigos principais da lei nacionalista brasileira, beneficiários de sua liquidação. 2 – A solução patriótica, que merece o entusiástico apoio de todos os brasileiros, está contida, no fundamental, na Lei n° 2004, que criou a Petrobras. Assim sendo, cabe aos patriotas esclarecer a todas as camadas da população porventura equivocadas sobre o real sentido progressista da Petrobras, fruto das gloriosas lutas de nosso povo—  Semanário Emancipação, novembro de 1955

## Parentesco
Era neto do general Felicíssimo do Espírito Santo Cardoso, filho do marechal Joaquim Ignácio Baptista Cardoso, irmão do general Leônidas Cardoso, pai do tenente-coronel Joaquim Ignácio Baptista Cardoso Neto, avô do contabilista e escritor Felicíssimo Cardoso III e tio do sociólogo e ex-presidente da República do Brasil Fernando Henrique Cardoso